# Burgstall Rauenlechsberg
Der Burgstall Rauenlechsberg, auch Rauhenlechsberg oder Lechsberg genannt, ist eine abgegangene Spornburg auf einem 690 m ü. NHN hohen Bergsporn über der Mündung des Rottbachs in den Lech beim Gemeindeteil Rauhenlechsberg der Gemeinde Apfeldorf im Landkreis Landsberg am Lech in Bayern. Die Anlage gehört zum Bodendenkmal mit der Aktennummer D-1-8031-0109 und der Beschreibung „Burgstall des Mittelalters und der frühen Neuzeit (‚Rauhenlechsberg‘) sowie Siedlung der Bronze- und Urnenfelderzeit“ geführt. 

## Geschichte

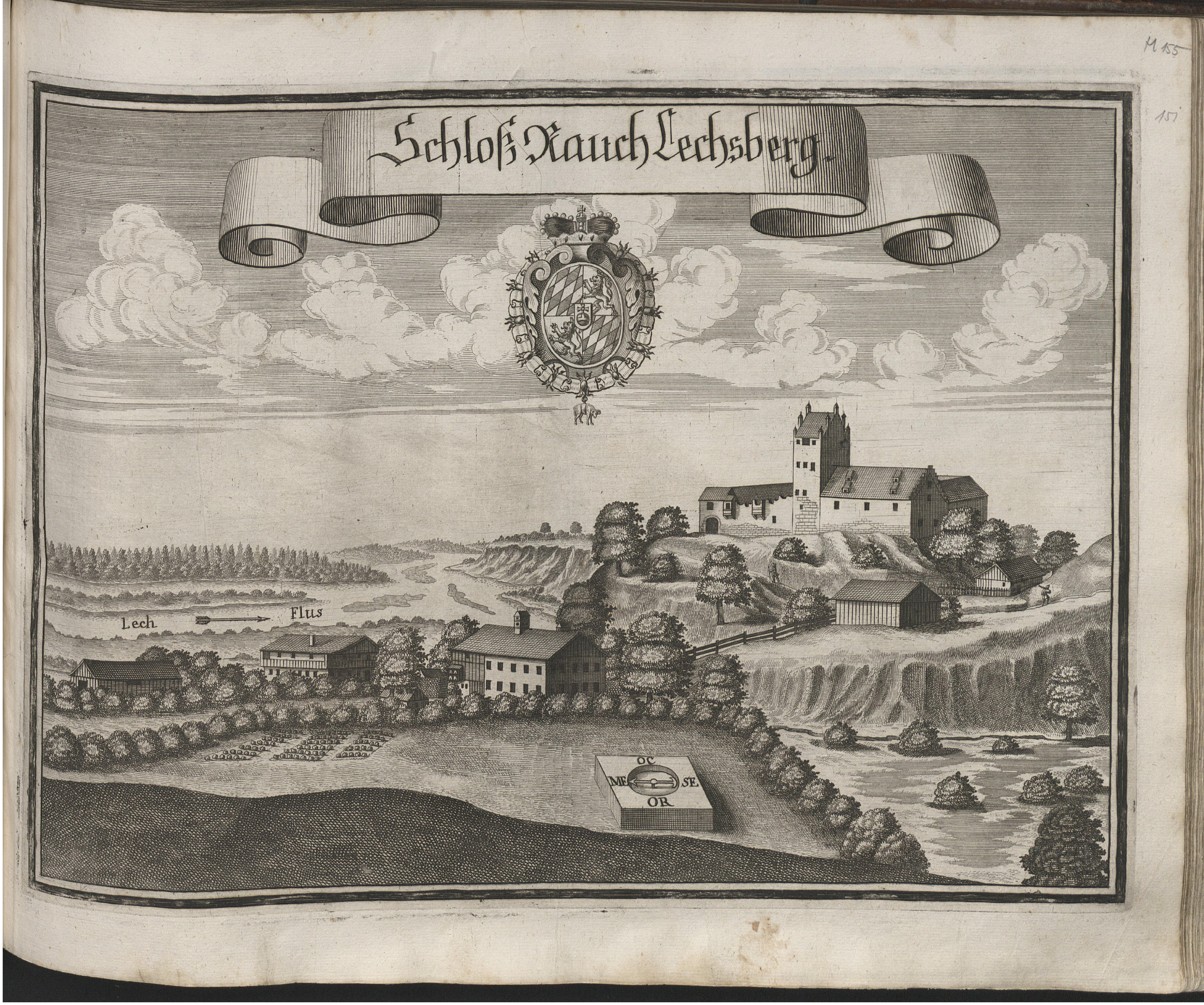
Schloss Rauenlechsberg nach einem Stich von Michael Wening (um 1720)

Die Burg wurde im 12. Jahrhundert von den Herren von Haltenberg (Burg Haltenberg) erbaut und 1252 als „nova urbs Lechisberg“ erwähnt. Ende des 13. Jahrhunderts war sie im Besitz der Wittelsbacher und ab 1315 ein wittelsbachisch-bayerischer Pflegersitz. Um 1530 wurden die Herren von Rechberg als Pfleger genannt.
Im Dreißigjährigen Krieg wurde die Burg durch schwedische Truppen 1632 oder 1648 zerstört und danach wieder aufgebaut. 1799 wurde sie zum Teil abgebrochen und 1802 das Pfleggericht aufgehoben. Der Bergfried wurde 1833 abgebrochen und 1859 ein Gedenkstein auf dem Burggelände errichtet und 1883 die restlichen Mauerreste beseitigt.

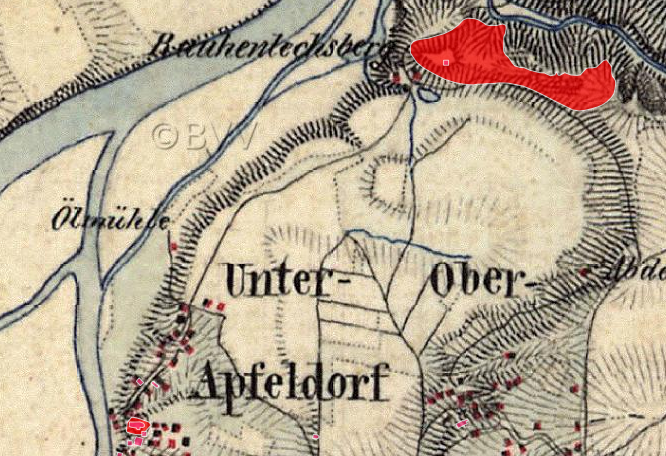
Lageplan von Burgstall Rauenlechsberg auf dem Urkataster von Bayern

## Beschreibung
Der quadratische Bergfried („Römerturm“) befand sich am südlichen Rand des rechteckigen Burgplatzes mit angeschlossener Ringmauer und einem Torhaus. Östlich des Bergfrieds standen die einfachen Wohnbauten mit Satteldach. Von der ehemaligen Burganlage sind nur der Halsgraben, der den Burgplatz im Westen vom Plateau trennte, und überwachsene Fundamente erhalten.
350 Meter östlich des Burgstalles liegt ein Turmhügel, vermutlich der Standort eines Wachturmes der Burg.